# 1998 v dopravě
Tento článek obsahuje seznam událostí souvisejících s dopravou, které proběhly roku 1998.

## Leden
- 23. ledna

 Po železniční trati 302 z Nezamyslic do Morkovic projel poslední osobní vlak.

## Únor
- 2. února

 V Brně začaly jízdní zkoušky s prvními třemi kusy tříčlánkových tramvají Tatra KT8D5N.
- 13. února

 Na zkušební trati ve Škodě Plzeň se začala zkoušet jednotka řady 471 pro České dráhy.
- 28. února

 V Hůrkách byla podepsána kupní smlouva mezi Českou republikou a JHMD o prodeji jindřichohradeckých úzkorozchodek za 1 Kč.

## Květen
- 1. května

 Byl obnoven provoz na trati 293 ze Šumperku přes Petrov nad Desnou do Sobotína, která byla poškozena při povodni v roce 1997.
 V Brně byl otevřen další úsek tramvajové trati. Došlo ke spojení zastávek Kotlanova a Jírova v místní části Líšeň.
- 22. května

 Byla zastavena osobní doprava na železniční trati 256 z Čejče do Ždánic.
- 24. května

 Železniční provoz na tratích Smržovka – Josefův Důl, Železný Brod – Tanvald a Liberec–Tanvald–Harrachov převzalo sdružení obcí „Jizerská dráha“. Dopravcem v osobní i nákladní dopravě i provozovatelem dráhy se stala firma GJW Praha.

## Červen
- 24. června

 Na zkušebním okruhu u Velimi byl uveden do provozu střídavý napájecí systém 15 kV 16,7 Hz.

## Září
- 10. září

 Došlo k zahájení elektrického provozu na trati Brno – Česká Třebová v úseku Česká Třebová – Svitavy, který byl elektrizován soustavou 3 kV DC.

## Říjen
- 26. října

 Byl zahájen provoz na třináctikilometrovém úseku dálnice D8 z Doksan do Lovosic.

## Listopad
- 8. listopadu

 Na lince B pražského metra byl do provozu uveden nový úsek Českomoravská – Černý Most. Dokončeny však byly pouze tři stanice z celkových pěti; Kolbenova a Hloubětín ještě nebyly dokončeny především z finančních důvodů. Zprovozněny nakonec byly až v letech 2001 (Kolbenova) a 1999 (Hloubětín).
- 9. listopadu

 Do provozu byl uveden jedenáctikilometrový úsek I. železničního koridoru Děčín – státní hranice s Německem.
- 30. listopadu

 Z důvodu vypovězení smlouvy ze strany dopravce GJW Praha převzaly provoz na tratích Smržovka – Josefův Důl, Železný Brod – Tanvald a Liberec–Tanvald–Harrachov opět České dráhy.

## Prosinec
- 9. prosince

 Do provozu byl slavnostně uveden 45,7 km dlouhý úsek I. železničního koridoru Skalice nad Svitavou – Česká Třebová.
- 15. prosince

  Do provozu byla uvedena nová železniční trať Parndorf – Bratislava-Petržalka.